# David Garrard
David Douglas Garrard (født 14. februar 1978 i East Orange, New Jersey, USA) er en amerikansk footballspiller (quarterback), der pt. er free agent. Han har tidligere spillet for klubberne Jacksonville Jaguars og New York Jets. 
I 2008 førte han Jacksonville Jaguars frem til Divisional Playoff kampen (ligaens kvartfinaler), hvor de dog blev besejret af New England Patriots.